# يانيز سترناد
يانيز سترناد (بالإيطالية: Janez Strnad)‏ (و. 1934 – 2015 م) هو فيزيائي، وكاتب من سلوفينيا . ولد في ليوبليانا .
توفي عن عمر يناهز 81 عاماً.

## التعليم
تعلم في جامعة ليوبليانا